# Ivalo

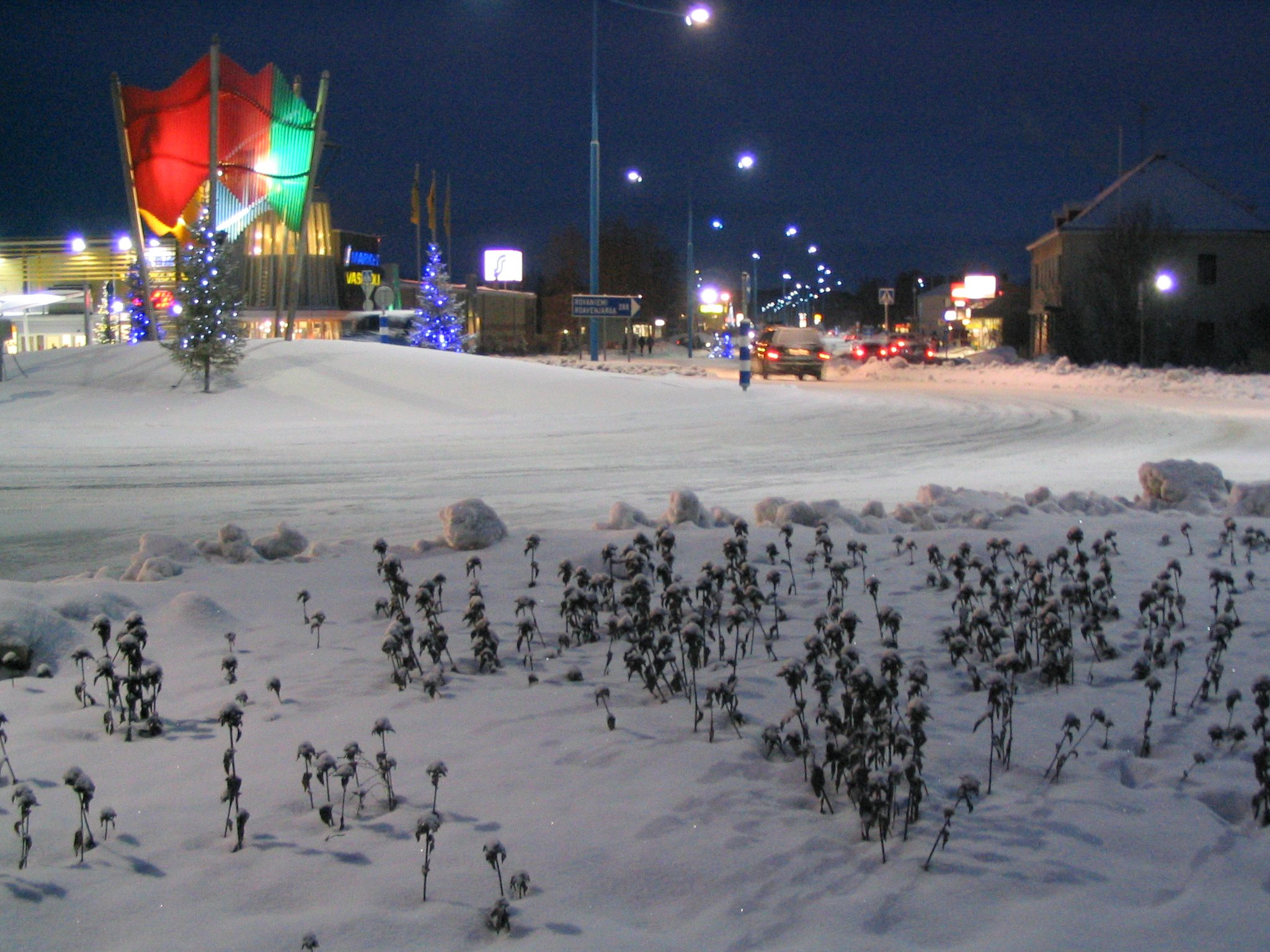
Kreisverkehr in Ivalo

Ivalo [ˈivɑlɔ] (nordsamisch Avvil, inarisamisch Avveel, Skoltsamisch Âʹvvel) ist ein Ort im finnischen Teil Lapplands. Er liegt am Fluss Ivalojoki rund 12 km südlich von dessen Mündung in den See Inarijärvi. Ivalo ist die größte Siedlung und das Verwaltungszentrum der Gemeinde Inari. Rund 3400 der 7000 Einwohner Inaris leben in Ivalo. Damit ist Ivalo der größte Ort Nordlapplands. 11 km südwestlich des Ortes befindet sich der Flughafen Ivalo, der nördlichste Flughafen Finnlands.
Ursprünglich war das Dorf Inari der wichtigste Ort der Gemeinde. Im Zuge des Wiederaufbaus, nachdem deutsche Wehrmachtstruppen im Lapplandkrieg 1944 bei ihrem Abzug nahezu alle Dörfer Lapplands niedergebrannt hatten, entwickelte sich aber Ivalo zum neuen Gemeindezentrum.
Durch Ivalo führt die Staatsstraße 4, hier identisch mit der Europastraße 75. Nördlich des Kreisverkehrs, an dem die Kantatie 92 in Richtung Murmansk abzweigt, führt die Staatsstraße 4 über den Ivalojoki. Hier gab es von ca. 1913 bis ca. 1941 eine handgezogene hölzerne Seilfähre, um 1948 eine Holzbrücke, seit ca. 1952 die heutige Brücke.

## Persönlichkeiten
- Kati-Claudia Fofonoff (1947–2011), samische Autorin und Übersetzerin
- Anni-Kristiina Juuso (* 1979), samische Schauspielerin